# Chesterfield County, Virginia
Chesterfield County är ett administrativt område i delstaten Virginia, USA, med 316 236 invånare. Den administrativa huvudorten (county seat) är Chesterfield. 

## Geografi
Enligt United States Census Bureau så har countyt en total area på 1 132 km². 1 103 km² av den arean är land och 28 km² är vatten.   

### Angränsande countyn
- Henrico County - nordost
- Charles City County - öst
- Prince George County - sydost
- Dinwiddie County - syd
- Amelia County - sydväst
- Powhatan County - nordväst